# Anywhere for You (chanson des Backstreet Boys)
Pour les articles homonymes, voir Anywhere for You.
Singles par Backstreet Boys (en dehors des É.-U.)
Quit Playing Games (with My Heart)
(1996) Everybody (Backstreet's Back)
(1997)
Clip vidéo
[vidéo] « Anywhere for You », sur YouTube
Anywhere for You est une chanson du boys band américain Backstreet Boys extraite de leur premier album international (non américain), sorti en mai 1996 et intitulé Backstreet Boys. Elle apparaîtra également sur leur premier album américain, qui sortira en août 1997 et sera aussi intitulé Backstreet Boys.
Aux États-Unis, cette chanson n'a pas été publiée en single. En dehors des États-Unis, c'était le cinquième et dernier single tiré de l'album international Backstreet Boys (après We've Got It Goin' On, I'll Never Break Your Heart, Get Down (You're the One for Me) et Quit Playing Games (with My Heart)).
Au Royaume-Uni, la chanson a débuté à la 4e place du hit-parade des singles (pour la semaine du 23 au 29 mars 1997). Elle a également atteint le top 10 dans plusieurs autres pays, y compris l'Allemagne, l'Autriche, la Suisse, les Pays-Bas, et la Belgique francophone.